# ガレアッツォ・カンピ
ガレアッツォ・カンピ（Galeazzo Campi、1477年頃 - 1536年）はイタリアの画家である。ジュリオ・カンピらの兄弟の父親であり、折衷的で優雅なクレモナの画家たちのスタイルの画家であった。

## 略歴
1477年頃、クレモナで生まれた。ヴェネツィアやフェラーラ、クレモナで働いたボッカチオ・ボッカチーノの工房で働いたとされ、1515年にはクレモナの教会の注文で祭壇画を描き報酬を受け取った記録があるが、その作品は残されていない。
サン・ジョヴァンニ・イン・クローチェにあるカンピの制作した祭壇画にはロレンツォ・コスタやペルジーノの影響も見られるとし、後にボッカチオ・ボッカチーノのスタイルに近づいたとされる。
クレモナに工房を開き、3人の息子、ジュリオ・カンピ（Giulio Campi、 1502年頃 - 1572年）、アントニオ・カンピ（Antonio Campi: 1522年頃–1587年）、ヴィンチェンツォ・カンピ（Vincenzo Campi、1530年前半生まれ–1591年没) は画家になり、ジュリオ・カンピは父親よりも作品の評価が高い。弟子にトンマーゾ・アレニ（Tommaso Aleni、1500年-1560年）がいる。ガレアッツォ・カンピの作品とアレニの作品の区別は難しいものになっている。

## 作品

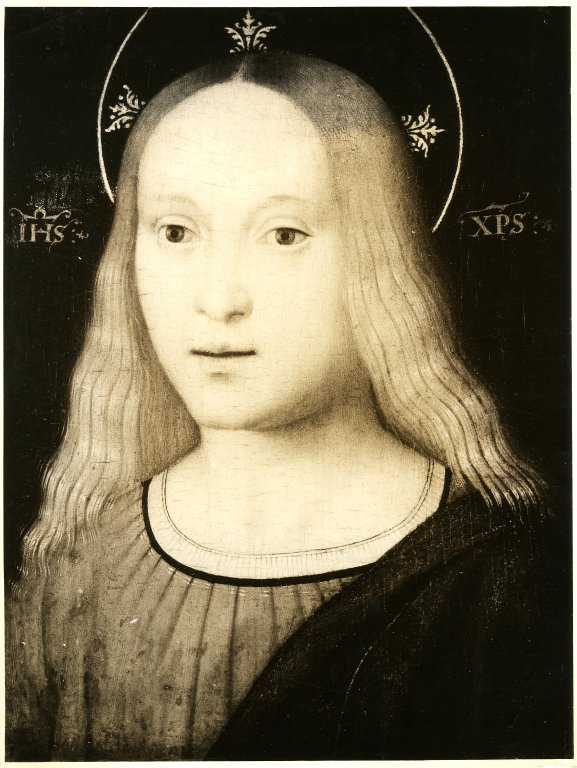
若いキリストの肖像、(1510年代） ブルックリン美術館 蔵
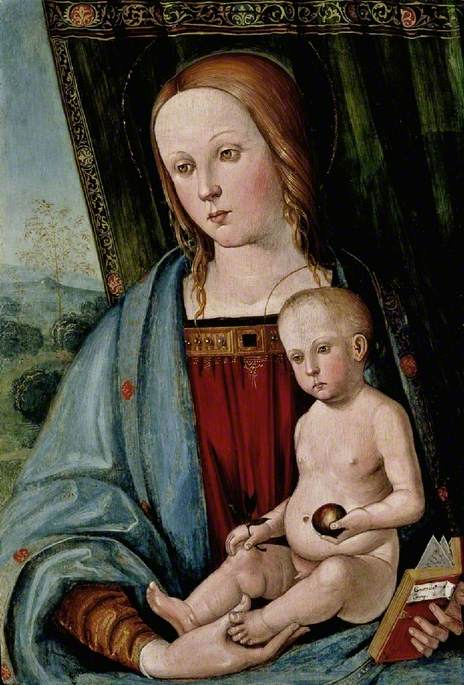
1聖母子像 フィッツウィリアム美術館 蔵
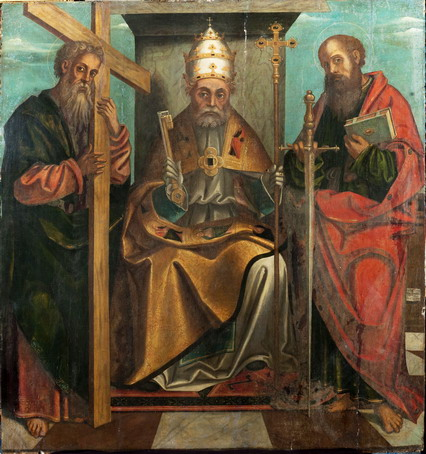
聖ペトロ、聖フィリポ、聖パウロ(1528)
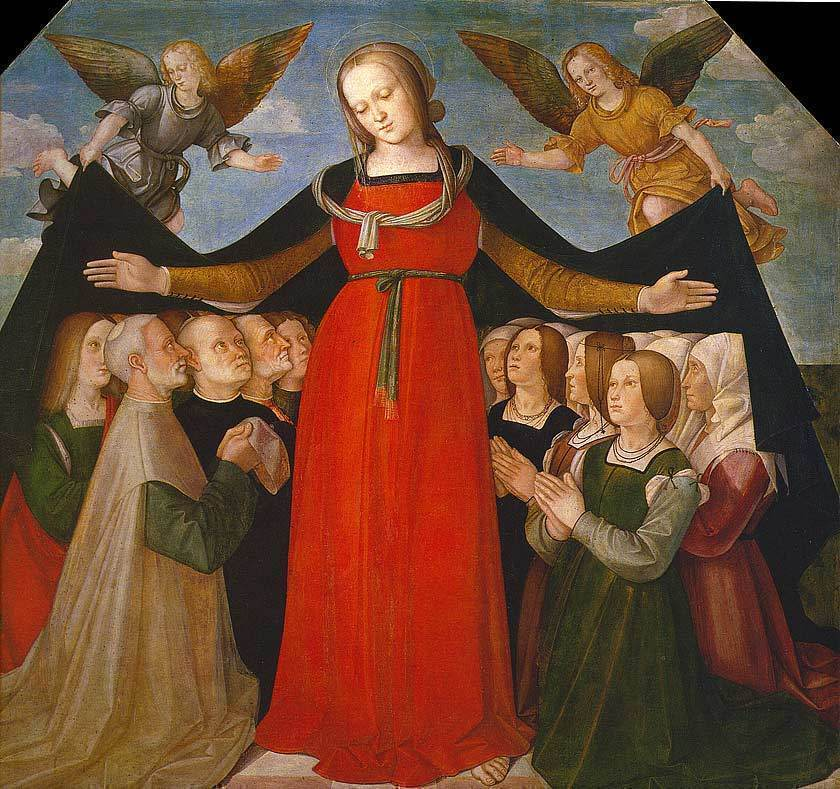
アレニの作品とされることもある「慈悲の聖母」 サン・ジョヴァンニ・イン・クローチェの教会